# The Annex
The Annex – jedna z dzielnic kanadyjskiego miasta Toronto. Ta nieoficjalna nazwa wzięła się stąd, że dzielnica powstała na przełomie wieku i na granicy ówczesnego Toronto (ang. annex – dodatek). Dziś leży w centrum miasta. Graniczy bezpośrednio z Yorkville (dzielnicą ekskluzywnych sklepów), a także z kampusem Uniwersytetu.
Charakterystyczną cechą dzielnicy są uliczki z wiktoriańskimi domkami, które przypominają domki z piernika (często używa się określenia gingerbread decorations). Powycinane w drewnie ozdoby przypominają koronki czy dekoracje na piernikach i są charakterystyczne dla architektury wiktoriańskiej.
Na 427 Bloor St.W. znajduje się kościół z 1889 – Trinity United Church oraz unikatowe na skalę światową muzeum obuwia Bata Shoe Museum. Annex jest także znany ze swoich eklektycznych i multietnicznych restauracji i kawiarni, głównie przyciągających młodzież uniwersytecką. Lokale skupione są na Bloor St. West, za skrzyżowaniem ze Spadina Ave.
Interesującą „instytucją” jest sklep Honest Ed’s (czyli u uczciwego Eda), o fasadzie przypominającej wejście do cyrku. Właściciel, Ed Mirvish, to bogaty filantrop, który uratował od wyburzenia zabytkowy teatr Royal Alexandra Theatre, oraz parę wypełnionych pamiątkami restauracji. Nadal wspiera artystów – obok sklepu znajduje się Mirvish Village na Markham St., czyli zespół sklepów, studio artystów i restauracji, wspieranych finansowo przez tego biznesmena.
W atmosferę dzielnicy wpisują się festyny i festiwale, z których najważniejsze to The Fringe i parada Św. Mikołaja, która ma tu początek:
- The Fringe – międzynarodowy festiwal teatrów, odbywa się co roku na początku lipca w różnych salach teatralnych na terenie Annex. Występuje na nim około 100 mniejszych i większych, losowo wybranych zespołów z Kanady i całego świata.
- Parada Św. Mikołaja (Santa Claus Parade) – jedna z najstarszych i największych parad tego typu – jej początki sięgają 1905. Jest transmitowana w telewizji i Internecie do wielu krajów. Odbywa się rokrocznie około 19 listopada.

W Annex znajduje się także Centrum Kultury Żydowskiej, które organizuje wiele interesujących imprez, jak choćby doroczny Festiwal Filmów Żydowskich (jeden z największych na świecie), oraz Ashenaz, czyli festiwal kultury jidisz – Żydów ze Wschodniej Europy. Wtedy z całego świata zjeżdżają się artyści by podtrzymać wątki ginącej kultury. Festiwal odbywa się na przełomie sierpnia i września, a wielkim otwarciem jest parada od Centrum Kultury Żydowskiej do Harbourfront Centre. Podczas festiwalu prezentowane są filmy, teatr, rękodzieło w dużej mierze inspirowane i nowoczesne.